# Aducanumab
Aducanumab (português europeu) ou aducanumabe (português brasileiro), comercializado sob a marca Aduhelm, é um medicamento da classe dos anticorpos monoclonais usado no tratamento da doença de Alzheimer.
O aducanumab tem como alvo os agregados de beta amiloides no cérebro de pessoas com a doença de Alzheimer, com o objetivo de tentar diminuir a sua formação.
O aducanumab foi aprovado para uso médico nos Estados Unidos em junho de 2021, tendo sido o primeiro desta classe a ser aprovado para o tratamento de Alzheimer. Foi também o primeiro novo tratamento aprovado desde 2003 e o primeiro que tem como alvo a fisiopatologia da doença.